# Coolietown (Castries)
Coolietown (dt.: „Kuli-Stadt“) ist ein Ort im Quarter (Distrikt) Castries im Westen des Inselstaates St. Lucia in der Karibik. 

## Geographie
Der Ort ist ein östlicher Vorort von Roseau im Zentrum des Quarters im Tal des Roseau River, zwischen Marigot und Morne D’Or, sowie Belair im Osten.

## Klima
Nach dem Köppen-Geiger-System zeichnet sich Coolietown durch ein tropisches Klima mit der Kurzbezeichnung Af aus.